# Robert Davi
Robert John Davi (Astoria, Queens, New York, 1953. június 26. –) olasz származású amerikai színész, énekes, rendező. 
Számos híres filmben alakított jellemzően negatív szereplőket.

## Élete és pályafutása
Mindkét szülői ágon olasz származású, gyerekkorában olaszul is beszélt. A Hofstra Egyetemre járt, itt ismerkedett meg a színjátszással.[forrás?]
Első szerepét 1977-ben játszotta a Contract on Cherry Street című bűnügyi filmben, melyben Frank Sinatra volt a főszereplő. Ezután különböző televíziós sorozatokban szerepelt. Első ismertebb szerepeit az 1980-as évek közepén kapta. Szerepelt a Párbaj a városban című gengszterfilmben Clint Eastwood és Burt Reynolds mellett, a Kincsvadászok című kalandfilmben és az Arnold Schwarzenegger főszereplésével készült Piszkos alku című akciófilmben. Mellékszerepben felbukkant a Drágán add az életed! című Bruce Willis-féle akciófilmben, majd A magányos ügynök című James Bond-mozi főgonoszát alakította. 
Bár híres színészek mellett játszott ismert filmekben, ezekkel a szerepekkel sem sikerült befutott vagy népszerű színésszé válnia, ezért az 1990-es években B-filmek, kis költségvetésű filmek és tévéfilmek váltakoztak a karrierjében. Televíziós sorozatokban is újra szerepelt, ezek közül a Pszichozsaru című krimisorozat volt a legjelentősebb, ahol az egyik főszereplő FBI-ügynököt alakította 1996–2000 között. Ezen kívül rajzfilmeknek és videójátékoknak is kölcsönözte a hangját. 
2007-ben rendezőként is bemutatkozott az Ütött-kopott hírnév című filmmel. 2011 óta énekesi karrierjét is elindította, Sinatra-dalokat adva elő.

## Filmográfia

### Film

#### Rendező és producer
| Év   | Cím                             | Feladatkör | Feladatkör |
| Év   | Cím                             | Rendező    | Producer   |
| ---- | ------------------------------- | ---------- | ---------- |
| 2002 | Hitters                         | Nem        | Igen       |
| 2007 | Ütött-kopott hírnév (The Dukes) | Igen       | Igen       |
| 2009 | Ballistica                      | Nem        | Vezető     |
| 2010 | Magic                           | Igen       | Igen       |
| 2014 | Lost Time                       | Nem        | Vezető     |
| 2016 | Davi's Way                      | Nem        | Igen       |
| 2022 | My Son Hunter                   | Igen       | Nem        |

#### Színész
| Év   | Magyar cím                               | Eredeti cím                         | Szerep                  | Magyar hang            |
| ---- | ---------------------------------------- | ----------------------------------- | ----------------------- | ---------------------- |
| 1984 | Párbaj a városban                        | City Heat                           | Nino                    |                        |
| 1985 | Kincsvadászok                            | The Goonies                         | Jake Fratelli           | Maros Gábor            |
| 1986 | Piszkos alku                             | Raw Deal                            | Max Keller              | Felföldi László        |
| 1987 | Az utca fia                              | Wild Thing                          | Chopper                 | Tóth Tamás             |
| 1987 | Az utca fia                              | Wild Thing                          | Chopper                 | Törköly Levente        |
| 1988 | Jackson, a vadállat                      | Action Jackson                      | Tony Moretti            | Sinkovits-Vitay András |
| 1988 | Jackson, a vadállat                      | Action Jackson                      | Tony Moretti            | Orosz István           |
| 1988 | Drágán add az életed!                    | Die Hard                            | Johnson FBI-ügynök      | Szokolay Ottó          |
| 1988 | Drágán add az életed!                    | Die Hard                            | Johnson FBI-ügynök      | Trokán Péter           |
| 1988 |                                          | Traxx                               | Aldo Palucci            |                        |
| 1989 | A magányos ügynök                        | Licence to Kill                     | Franz Sanchez           | Reviczky Gábor         |
| 1989 | A magányos ügynök                        | Licence to Kill                     | Franz Sanchez           | Haás Vander Péter      |
| 1990 | Zsaru a galaxisból                       | Peacemaker                          | Frank Ramos őrmester    | Beregi Péter           |
| 1990 | Mániákus zsaru 2.                        | Maniac Cop 2                        | Sean McKinney nyomozó   | Faragó József          |
| 1990 | Mániákus zsaru 2.                        | Maniac Cop 2                        | Sean McKinney nyomozó   | Jakab Csaba            |
| 1990 | Ragadozó 2.                              | Predator 2                          | Phil Heinemann százados | Uri István             |
| 1990 | Kincsvadászok Amazóniában                | Amazon                              | Dan                     |                        |
| 1991 | Beverly Hills ostroma                    | The Taking of Beverly Hills         | Robert Masterson        | Reviczky Gábor         |
| 1991 | Hölgyek játéka                           | Legal Tender                        | Fix Cleary              | Barbinek Péter         |
| 1991 | Megfigyelés alatt                        | Under Surveillance                  | Frank Terrell           | Uri István             |
| 1991 | Megfigyelés alatt                        | Under Surveillance                  | Frank Terrell           | Reviczky Gábor         |
| 1992 | Vad orchideák 2.                         | Wild Orchid II: Two Shades of Blue  | "Sully" Sullivan        | Barabás Kiss Zoltán    |
| 1992 | Kolumbusz, a felfedező                   | Christopher Columbus: The Discovery | Martin Pinzón           | Orosz István           |
| 1992 | A cselszövés                             | Center of the Web                   | Richard Morgan          | Papp János             |
| 1992 | Pusztító örvény                          | Illicit Behavior                    | Matt Walker hadnagy     | Mihályi Győző          |
| 1992 | Mániákus zsaru 3. – A hallgatás jelvénye | Maniac Cop III: Badge of Silence    | Sean McKinney nyomozó   | Reviczky Gábor         |
| 1993 | A fejvadásznő                            | Quick                               | Matthew Davenport       | Reviczky Gábor         |
| 1993 | Éjféli csapda                            | Night Trap                          | Mike Turner nyomozó     | Reviczky Gábor         |
| 1993 | A Rózsaszín Párduc fia                   | Son of the Pink Panther             | Hans Zarba              | Varga Tamás            |
| 1994 | Rendőrvicc                               | Cops and Robbersons                 | Horace Osborn           | Kőszegi Ákos           |
| 1995 | A veszélyes                              | The Dangerous                       | Davalos                 | Hankó Attila           |
| 1995 | A csendes kopó                           | Codename: Silencer                  | Eddie Cook              | Vass Gábor             |
| 1995 | Drágán add a halálod                     | No Contest                          | Crane őrmester          | Kárpáti Tibor          |
| 1995 |                                          | Delta of Venus                      | The Collector           |                        |
| 1995 | Showgirls                                | Showgirls                           | Al Torres               | Szersén Gyula          |
| 1996 | Hirtelen pokol                           | An Occasional Hell                  | Abbott járőr            | Varga Tamás            |
| 1998 | Zsoldosok Texasban                       | The Bad Pack                        | McQue                   | Reviczky Gábor         |
| 2002 | Varázsló a szomszédom                    | The Sorcerer's Apprentice           | Merlin / Milner         |                        |
| 2002 | A negyedik tenor                         | The 4th Tenor                       | Lerra                   | Bognár Tamás           |
| 2002 | Tökös csaj                               | The Hot Chick                       | Stan, April apja        | Orosz István           |
| 2002 |                                          | Hitters                             | Nick                    |                        |
| 2003 | Tétre, helyre, befutóra                  | One Last Ride                       | apa                     |                        |
| 2005 | DJ testőrbőrben                          | In the Mix                          | "Fish"                  | Sörös Sándor           |
| 2007 | Ütött-kopott hírnév                      | The Dukes                           | Danny                   | Jakab Csaba            |
| 2008 | Amerikai ének                            | An American Carol                   | Aziz                    | Orosz István           |
| 2009 |                                          | The Pool Boys                       | önmaga                  |                        |
| 2009 |                                          | The Butcher                         | Murdoch                 |                        |
| 2009 |                                          | Ballistica                          | Macarthur               |                        |
| 2010 |                                          | Magic Man                           | Simpson                 |                        |
| 2010 | Ügynökjátszma                            | Game of Death                       | Frank Smith             | Berzsenyi Zoltán       |
| 2010 |                                          | Magic                               | Dr. David Ortero        |                        |
| 2011 | Nem írnek való vidék                     | Kill the Irishman                   | Ray Ferritto            |                        |
| 2012 |                                          | The Iceman                          | Leo Merks               |                        |
| 2013 |                                          | Doonby                              | Woodley seriff          |                        |
| 2013 | Kétszemélyes hadsereg                    | Blood of Redemption                 | Hayden                  | Németh Gábor           |
| 2014 |                                          | Black Rose                          | Frank Dalano százados   |                        |
| 2014 |                                          | A Long Way Off                      | Frank                   |                        |
| 2014 | The Expendables – A feláldozhatók 3.     | The Expendables 3                   | Goran Vata              | Varga Tamás            |
| 2014 |                                          | Lost Time                           | Xavier Reed             |                        |
| 2015 |                                          | Sicilian Vampire                    | Salvatore "Big Sal"     |                        |
| 2016 | Beépített tudat                          | Criminal                            | Lance admirális         |                        |
| 2018 |                                          | Bachelor Lions                      | Maurice                 |                        |
| 2019 |                                          | Mob Town                            | Vito Genovese           |                        |
| 2020 |                                          | Roe v. Wade                         | William J. Brennan Jr.  |                        |
| 2022 |                                          | L'uomo che disegnò Dio              | ügyvéd                  |                        |
| 2023 |                                          | Inside Man                          | Anthony 'Nino' Gaggi    |                        |
| 2023 |                                          | Reagan                              | Leonyid Brezsnyev       |                        |

### Televízió

#### Tévéfilm
| Év   | Magyar cím                          | Eredeti cím                                     | Szerep                | Magyar hang    |
| ---- | ----------------------------------- | ----------------------------------------------- | --------------------- | -------------- |
| 1977 |                                     | Contract on Cherry Street                       | Mickey Sinardos       |                |
| 1979 |                                     | The Legend of the Golden Gun                    | William Quantrill     |                |
| 1979 | A te neved Jonah                    | And Your Name Is Jonah                          | Dickie                |                |
| 1990 | Megtévesztés                        | Deceptions                                      | Jack 'Harley' Kessler |                |
| 1991 | Thelma Todd rejtélyes halála        | White Hot: The Mysterious Murder of Thelma Todd | Lucky Luciano         |                |
| 1994 | Szemben az igazsággal (Vak igazság) | Blind Justice                                   | Alacran               | Balázsi Gyula  |
| 1994 | Szemben az igazsággal (Vak igazság) | Blind Justice                                   | Alacran               | Vass Gábor     |
| 2002 | Véres ítélet                        | Verdict in Blood                                | Wade Waters           |                |
| 2004 | Heidi Fleiss síkos karrierje        | Call Me: The Rise and Fall of Heidi Fleiss      | Ivan Nagy             | Kőszegi Ákos   |
| 2011 | Swamp Shark – A gyilkos cápa        | Swamp Shark                                     | Watson seriff         | Barbinek Péter |

#### Sorozat
| Év        | Magyar cím                       | Eredeti cím                    | Szerep                           | Megjegyzések                                 |
| --------- | -------------------------------- | ------------------------------ | -------------------------------- | -------------------------------------------- |
| 1978      | Charlie angyalai                 | Charlie's Angels               | Ritchie                          | 1 epizód                                     |
| 1979      | Most és mindörökké               | From Here to Eternity          | őr                               | minisorozat (3 epizód)                       |
| 1979      |                                  | Lou Grant                      | Hector                           | 1 epizód                                     |
| 1979      |                                  | The Incredible Hulk            | Rader                            | 1 epizód                                     |
| 1979      |                                  | Barnaby Jones                  | Pete Cerilla                     | 1 epizód                                     |
| 1979      |                                  | Trapper John, M.D.             | Ed Buxton rendőr                 | 1 epizód                                     |
| 1981      | Dinasztia                        | Dynasty                        | Amos                             | 1 epizód                                     |
| 1981      |                                  | Shannon                        | Mel                              | 1 epizód                                     |
| 1981      |                                  | The Gangster Chronicles        | Vito Genovese                    | minisorozat (13 epizód)                      |
| 1982      | Egy kórház magánélete            | St. Elsewhere                  | Parick                           | 2 epizód                                     |
| 1982      | T. J. Hooker                     | T. J. Hooker                   | Joe 'The Barber' Picartus        | - 1 epizód - magyar hangja: - F. Nagy Zoltán |
| 1982      | T. J. Hooker                     | T. J. Hooker                   | Tom Warfield                     | 1 epizód                                     |
| 1982      |                                  | The Powers of Matthew Star     | Zealotta                         | 1 epizód                                     |
| 1982      | Zsarublues                       | Hill Street Blues              | Stan Mizell                      | 1 epizód                                     |
| 1983      |                                  | The Optimist                   | taxis                            | 1 epizód                                     |
| 1983–1984 |                                  | The Fall Guy                   | Scar De Bond / Dan Kowal         | 2 epizód                                     |
| 1984      |                                  | Hart to Hart                   | Tony Bairos                      | 1 epizód                                     |
| 1984      | A szupercsapat                   | The A-Team                     | Boyle                            | 1 epizód                                     |
| 1985      |                                  | Hunter                         | Sonny Dunbar                     | 1 epizód                                     |
| 1986      |                                  | The Equalizer                  | Michael Riegert                  | 1 epizód                                     |
| 1988      |                                  | L.A. Law                       | Dominic Simonetti                | 1 epizód                                     |
| 1989      |                                  | Wiseguy                        | Albert Cerrico                   | 5 epizód                                     |
| 1991–1993 |                                  | FBI: The Untold Stories        | Joe Pistone                      | 2 epizód                                     |
| 1995      |                                  | VR.5                           | Simon Buchanan                   | 1 epizód                                     |
| 1996–2000 | Pszichozsaru                     | Profiler                       | Bailey Malone FBI-ügynök         | 86 epizód                                    |
| 1999      | Batman of the Future             | Batman Beyond                  | Dr. Mike Morgan / Magma (hangja) | 1 epizód                                     |
| 1999–2000 | A Kaméleon                       | The Pretender                  | Bailey Malone ügynök             | 2 epizód                                     |
| 2004      | Karen Sisco – Mint a kámfor      | Karen Sisco                    | Denton                           | 1 epizód                                     |
| 2004–2008 | Csillagkapu: Atlantisz           | Stargate: Atlantis             | Acastus Kolya                    | 6 epizód                                     |
| 2005      |                                  | Breaking Vegas                 | A narrátor                       | 4 epizód                                     |
| 2006      | Huff                             | Huff                           | Dickins                          | 1 epizód                                     |
| 2010      | Kés/Alatt                        | Nip/Tuck                       | Christian apja                   | 1 epizód                                     |
| 2010      | Gyilkos elmék                    | Criminal Minds                 | Kurzbard nyomozó                 | 2 epizód                                     |
| 2014      | CSI: A helyszínelők              | CSI: Crime Scene Investigation | Marvin Braxton                   | 1 epizód                                     |
| 2015      | Gordon Ramsay – A pokol konyhája | Hell's Kitchen                 | önmaga                           |                                              |
| 2025      |                                  | Paper Empire                   | Lawrence Fintch                  | 20 epizód                                    |

## Fordítás
Ez a szócikk részben vagy egészben  a   Robert Davi című angol Wikipédia-szócikk fordításán alapul.  Az eredeti cikk szerkesztőit annak laptörténete sorolja fel. Ez a jelzés csupán a megfogalmazás eredetét és a szerzői jogokat jelzi, nem szolgál a cikkben szereplő információk forrásmegjelöléseként.